# Cerencea, Șumen
Cerencea (în bulgară Черенча) este un sat în comuna Șumen, regiunea Șumen,  Bulgaria. 

## Demografie
Componența etnică a satului Cerencea
     Bulgari (20%)
     Romi (9,69%)
     Turci (55,15%)
     Nicio identificare (15,15%)
La recensământul din 2011, populația satului Cerencea era de 330 locuitori. Din punct de vedere etnic, majoritatea locuitorilor (55,15%) erau turci, existând și minorități de bulgari (20,0%) și romi (9,69%). Pentru 15,15% din locuitori nu este cunoscută apartenența etnică.